# Pinnower See (Sternberger Seenlandschaft)
Der Pinnower See liegt in der Sternberger Seenlandschaft etwa zehn Kilometer südöstlich von Schwerin und 800 Meter vom Ostufer des Schweriner Sees entfernt innerhalb des Gemeindegebiets von Pinnow. Am Westufer grenzt das Gewässer an Raben Steinfeld, am Nordufer an Godern. Die nach Pinnow hineinragende östliche Bucht des Sees wird als Kirchsee bezeichnet.
Die Ufer sind schwer zugänglich, da sehr steil und teils stark bewachsen. Im See liegen zwei Inseln namens Flakenwerder und Fischerwerder. An der Südseite liegt der namensgebende Ort Pinnow und im Nordosten der Ort Godern. In beiden Orten existieren Badestellen. Am Südufer befindet sich das Wasserwerk Pinnow, das Trinkwasser aus einem tiefen Grundwasserleiter fördert und auch Teile Schwerins versorgt.
Der See ist bis zu 16 Meter tief, die mittlere Tiefe liegt bei 6,7 Metern. Die maximale Ausdehnung beträgt 2,9 mal 1,7 Kilometer. Der Wasserspiegel liegt 27,9 m ü. NHN und somit knappe zehn Meter unterhalb des Wasserstandes des nur 800 Meter entfernten Schweriner Sees und ebenfalls zehn Meter unter dem des etwa 1,3 Kilometer entfernten, künstlich entstandenen Pinnower Kiessees. Der Pinnower See liegt östlich der Wasserscheide Nordsee/Ostsee. Über einen Graben entwässert er in den Binnensee weiter bis in die Warnow.